# Museo Textil y de la Indumentaria
El Museo Textil y de la Indumentaria fue un museo de Barcelona, España. Fue creado en 1982, con la integración de tres museos: el Textil, el de Indumentaria y el de las Puntas. Tuvo dos sedes: el Palacio Marqués de Llió (1982-2008) y el Palacio Real de Pedralbes (2008-2012). En 2012 el museo cerró sus puertas y sus colecciones se integraron en el Museo del Diseño de Barcelona, inaugurado en 2014.

## Historia
Los antecedentes del Museu Tèxtil i d’Indumentària se remontan al año 1883, cuando el Ayuntamiento de Barcelona adquirió los primeros fondos textiles con el objetivo de formar un museo monográfico. Durante gran parte del siglo XX, las colecciones de tejidos, indumentaria y encajes estaban separadas en museos distintos.
Así, en 1961 se inauguró el Museu Tèxtil en dependencias del antiguo Hospital de la Santa Creu, en 1968 abría sus puertas el Museu de les Puntes en el Palau de la Virreina y en 1969 nació, en el Palau del Marquès de Llió, el Museu d’Indumentària, gracias a la donación de Manuel Rocamora.
No fue hasta el año 1982 que los tres Museos referenciados se unificaron en uno solo: el Museu Tèxtil i d’Indumentària.
En el 1993, el Museu Tèxtil i d’Indumentària. inauguró una nueva exposición permanente de la colección histórica de tejidos y de indumentaria, y desde el año 2003 las exposiciones que se llevan a cabo están dedicadas a propuestas relacionadas con la cultura de la moda.

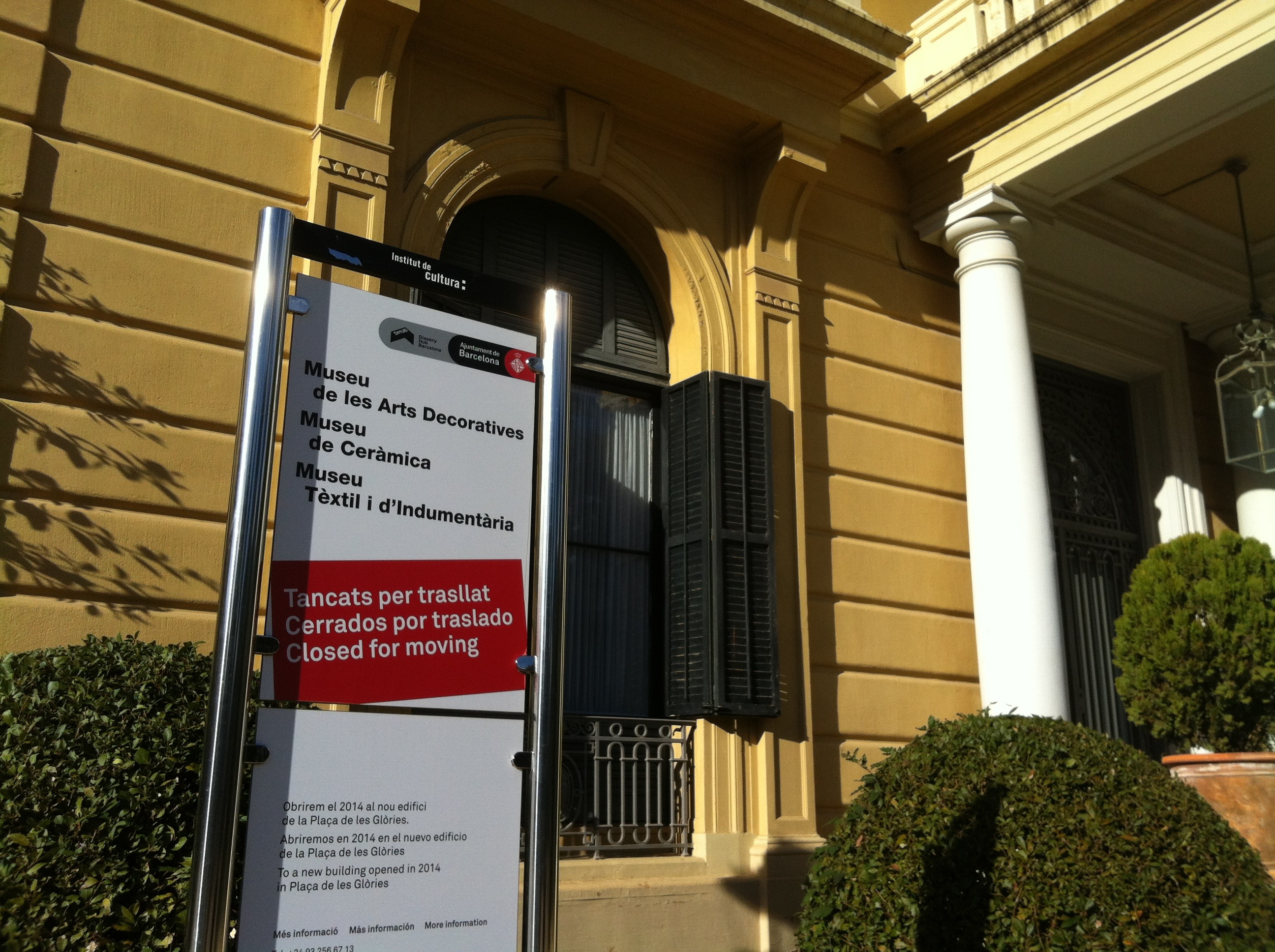
Anuncio del cierre del museo en el Palacio de Pedralbes.

En 2008 el Museu traslada sus colecciones al Palau de Pedralbes y surge la oportunidad de una nueva presentación de la colección permanente con la muestra "El cuerpo vestido" que explica cómo el vestido modifica la imagen del cuerpo desde el siglo XVI hasta la actualidad.
El 2 de diciembre de 2008 el alcalde de Barcelona, Jordi Hereu, anunció la creación del Museo del Diseño de Barcelona —bautizado en ese momento como Disseny Hub Barcelona (DHUB)— con una sede de nueva construcción en la plaza de las Glorias, para agrupar en un mismo espacio las colecciones de cuatro museos municipales: el Textil y de Indumentaria, el de las Artes Decorativas, el de Cerámica y el Gabinete de las Artes Gráficas. Los tres primeros, ubicados en el Palacio de Pedralbes, usaron desde ese momento la marca Museus DHUB, manteniéndose en su emplazamiento durante las obras de construcción del nuevo museo. El 30 de diciembre de 2012 el Museo Textil y de Indumentaria cerró sus puertas, para iniciar el traslado de las colecciones a la nueva sede de las Glorias. El Museo del Diseño se inauguró el 14 de diciembre de 2014.

## Colecciones
El fondo patrimonial del museo se componía de objetos relacionados con la ornamentación del cuerpo humano: vestidos, joyas, complementos y accesorios, y también de una rica colección textil, desde los tejidos coptos hasta los textiles industriales. Destacaban las colecciones de encajes, bordados, indumentaria litúrgica y tapices. Actualmente estas piezas se exhiben en el Museo del Diseño de Barcelona, repartidas entre la Colección de Artes Textiles e Indumentaria, la Colección de Diseño de Moda y la Colección de Artes Decorativas, que recoge las joyas.